# Cribrinopsis williamsi
Cribrinopsis williamsi is een zeeanemonensoort uit de familie Actiniidae.
Cribrinopsis williamsi is voor het eerst wetenschappelijk beschreven door Carlgren in 1940.